# Gymnothorax thyrsoideus
Gymnothorax thyrsoideus  (лат.) — вид лучепёрых рыб из семейства муреновых (Muraenidae).

## Описание
Максимальная длина тела составляет 66 см. Окраска тела от желтоватого до бурого цвета, глаза белые. На сошнике зубы расположены в 2 ряда.

## Распространение
Обитают в тропических водах Индо-Тихоокеанской области от острова Рождества до Французской Полинезии на север до островов Рюкю, во всей Микронезии и к югу до Тонги. Довольно обычны, населяют, прежде всего, мелководные лагуны, прибрежные рифы, рифовые крыши океанических островов, зоны приливов и отливов, луга морских водорослей на глубине от 0,2 до 30 м. Регулярно встречаются также в остатках кораблей.

## Образ жизни
Мурены живут парами, часто также небольшими группами с сородичами или с другими видами мурен. В редких случаях совместно могут жить до 50 мурен.